# 对偶 (数学)
在数学领域中，对偶一般来说是以一对一的方式，常常（但并不总是）通过某个对合算子，把一种概念、公理或数学结构转化为另一种概念、公理或数学结构：如果A的对偶是B，那么B的对偶是A。由于对合有时候会存在不动点，因此A的对偶有时候会是A自身。比如射影几何中的笛沙格定理，即是在这一意义下的自对偶。
对偶在数学背景当中具有很多种意义，而且，尽管它是“现代数学中极为普遍且重要的概念（a very pervasive and important concept in (modern) mathematics）”并且是“在数学几乎每一个分支中都会出现的重要的一般性主题（an important general theme that has manifestations in almost every area of mathematics）”，但仍然没有一个能把对偶的所有概念统一起来的普适定义。
在两类对象之间的对偶很多都和配对（pairing），也就是把一类对象和另一类对象映射到某一族标量上的双线性函数相对应。例如，线性代数的对偶对应着把线性空间中的向量对双线性映射到标量上，广义函数及其相关的试验函数也对应着一个配对且在该配对中可用试验函数来对广义函数进行积分，庞加莱对偶从给定流形的子流形之间的配对的角度看同样也对应着交数。

## 序逆对偶

冪集的哈斯圖，綠色節點依⊂排序。白色節點則為對偶偏序集，即依⊃排序，是透過將圖上下顛倒得到的。其分別在原始順序和對偶順序中形成上閉集合和下閉集合。

一种特别简单的对偶形式来自于序理论。偏序关系P = (X, ≤)的对偶是由同一偏序集组成但关系相反的偏序关系Pd。我们比较熟悉的对偶偏序的例子有：
- 任何集合簇上的子集和超集关系{\displaystyle \subset }和{\displaystyle \supset }；

- 整数上的因数和倍数关系；

- 人类集合上的后代和祖先关系。

为某一偏序P定义的概念会对应到对偶偏序集Pd的对偶概念上。例如，P的极小元对应于Pd的极大元：极小和极大是序理论中的对偶概念。序理论中的其他对偶概念还包括上界和下界、上闭集合和下闭集合、理想和滤子。
一种特殊的序逆对偶存在于某个集合S的幂集合中：若{\displaystyle {\bar {A}}=S\setminus A}表示补集，则{\displaystyle A\subset B}当且仅当{\displaystyle {\bar {B}}\subset {\bar {A}}}。在拓扑学中，开集和闭集是对偶概念：开集的补是闭的，反之亦然。在拟阵论中，某个给定拟阵的独立集合的补集簇形成另一个拟阵，称作对偶拟阵。在逻辑中，我们可以把非量化公式中变量的成真赋值表示为对该赋值为真的变量集合。成真赋值满足该公式当且仅当该成真赋值的补满足该公式的德摩根定律。逻辑中的全称量词和存在量词也是类似的对偶。
偏序可以解释为范畴，在该范畴中存在从x到y的arrow当且仅当偏序中有{\displaystyle x\leq y}。偏序的序逆对偶可扩展为对偶范畴的概念，即由给定范畴中所有arrow的逆所组成的范畴。后面将要描述的很多具体的对偶都是在此意义下的范畴的对偶。

## 维逆对偶

立方體和其對偶八面體的特徵一一對應，但維度相反。

存在着很多种不同但互相联系的在同一类几何或拓扑对象之间的对偶，不过具有对偶关系的对象在特征维数上是相反的。这方面的经典例子是正多面体的对偶，其中立方体和正八面体形成了一个对偶配对，正十二面体和正二十面体形成了另一个对偶配对，而正四面体是自对偶的。任何一種這類多面體的對偶多面體可作為主要多面體每一面中心點的凸包。